# NGC 1232
NGC 1232 è una galassia a spirale barrata nella costellazione dell'Eridano.
Si individua 2 gradi a NW della stella Tau 4 Eridani. Si evidenzia anche in un telescopio da 120mm, dove però appare priva di particolari; uno strumento più potente consente di individuare il disco, la cui larghezza si aggira sui 4'. Il nucleo è piccolo e i bracci di spirale sono strettamente avvolti attorno ad esso. Un telescopio newtoniano da 200mm di apertura consente di notare, nell'angolo ad est, una piccola galassia, nota come NGC 1232A, che probabilmente è satellite della galassia principale. A forti ingrandimenti questa piccola galassia mostra una barra centrale, simile a quella della Grande Nube di Magellano. Dista circa 59 milioni di anni-luce dalla nostra Via Lattea.

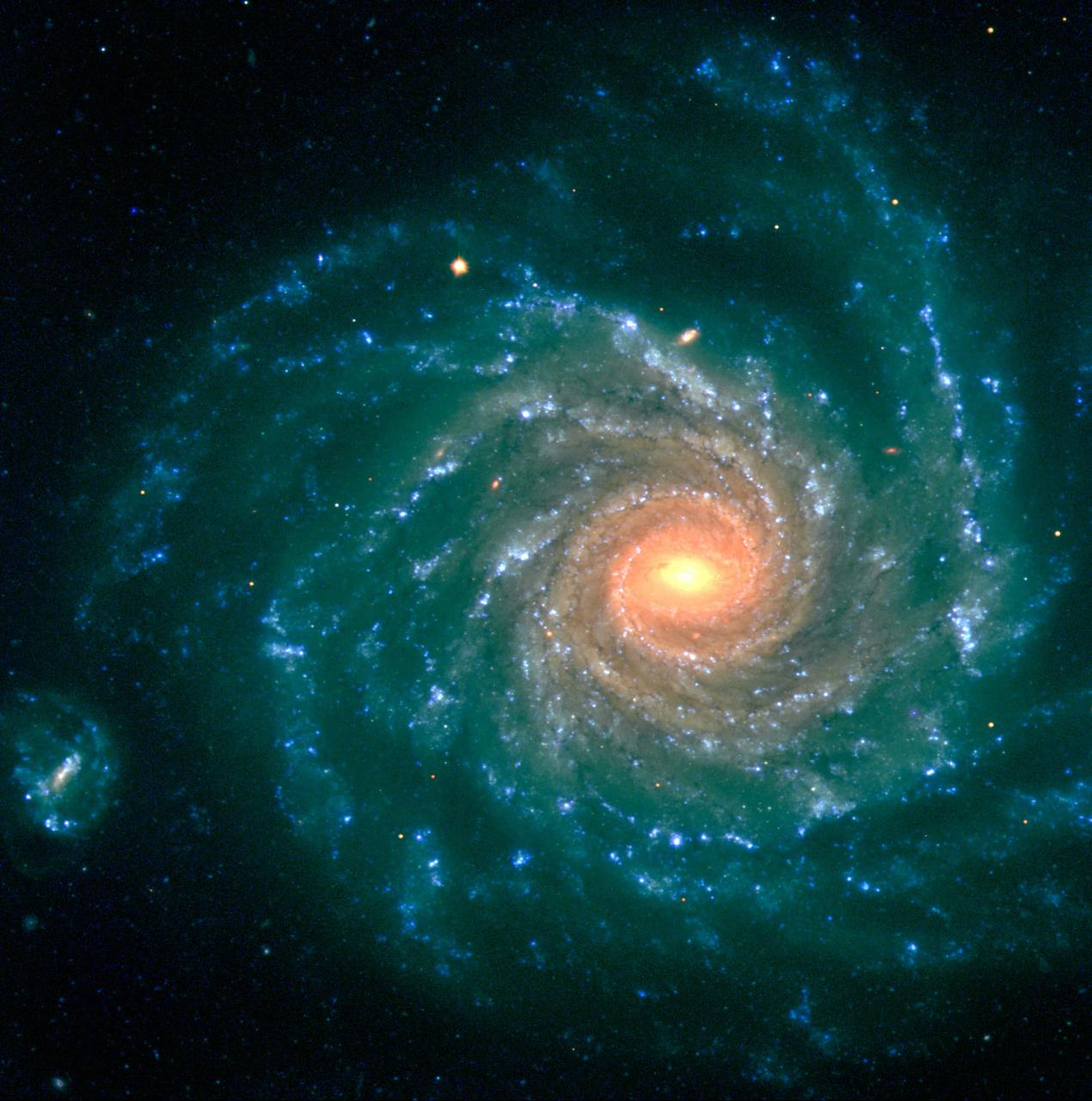
NGC 1232 nelle immagini riprese dall'ESO